# Орлевский сельсовет
Орлевский сельсовет (бел. Орлеўскі сельсавет) — административная единица на территории Щучинского района Гродненской области Белоруссии. Административный центр — агрогородок Орля.

## История
13 сентября 2013 года в состав Орлевского сельсовета включены населённые пункты упразднённого Раковичского сельсовета. 

## Состав
Орлевский сельсовет включает 20 населённых пунктов:
- Бабичи — деревня.
- Береговцы — деревня.
- Болотники — деревня.
- Борти — деревня.
- Валянчицы — деревня.
- Волчки — деревня.
- Голынка — деревня.
- Дворчаны — деревня.
- Долгая — деревня.
- Зачепичи — деревня.
- Карповичи — деревня.
- Крупели — деревня.
- Крупово — деревня.
- Липичанка — деревня.
- Липично — деревня.
- Мордасы — деревня.
- Ново-Деражно — деревня.
- Орля — агрогородок.
- Пашицы — деревня.
- Петрашки — деревня.
- Претима — деревня.
- Раковичи — агрогородок.
- Романовичи — деревня.
- Русаки — деревня.
- Ручицы — деревня.
- Рымки — деревня.
- Семеняки — деревня.
- Семяги — деревня.
- Сухари — деревня.
- Сороки — деревня.
- Старинки — деревня.
- Терехи — деревня.
- Турейск — деревня.
- Филиповичи — деревня.
- Хильки — деревня.
- Яселевичи — деревня.

## Культура
В деревне Зачепичи расположен Мемориальный комплекс «Музей Землянка».